# Weiss Ferenc
Weiss Ferenc (Nagyszombat, 1717. március 16. – Buda, 1785. január 10.) jezsuita matematikus és csillagász.

## Pályafutása
Apja szitakészítő mester volt, három gyerekkel. Nagyszombat jómódú polgárváros, prímási székhely volt. Biztos megélhetést kínált iparosoknak, kereskedőknek. Családja a könyvtáráról híres Munkátsy István portáján bérelt lakást. A tudományokkal már zsenge ifjúkorában megbarátkozhatott. Az érdeklődő fiút vonzotta a jezsuita atyák nagy műveltsége. Mindössze 16 éves volt, amikor a felvételét kérte a rendbe. Tanulóéveiben a kor szokása szerint bejárta a rend oktatási helyeit.
A csillagászattal 1739-ben kezdett el foglalkozni. A nagyszombati egyetem diákjaként lelkesen hallgatta a távcsövek készítéséhez is értő csillagász, Kéri Borgia Ferenc (1702-1768) előadásait.
Tíz év múlva maga tanította a matematikát és a csillagászatot az egyetemen. A nagyszombati csillagvizsgáló 1753 és 1756 közötti felépülése kiemelkedően segítette a kor tudományos életét. A nagyszombati csillagász kiterjedt nemzetközi kapcsolatai tudományos munkájának bázisaként szolgált. Amikor a pápa 1773-ban feloszlatta a jezsuita rendet, a nagyszombati egyetem is bezárta kapuit. A csillagvizsgáló 1777-ben a császári rendeletre államivá alakuló egyetemmel együtt Budára költözött. Az új obszervatórium 1780-ra épült fel a budai Várban. Megbecsült tudósnak számított a maga korában

## Tudóskapcsolatok
Levelezőpartnerei közt rendtársak és a francia csillagászat akkori kiválóságai voltak. A jezsuiták közül például Hell Miksa (1720-1792), a bécsi csillagvizsgáló igazgatója és Christian Mayer (1719-1783), aki az általa alapított mainzi obszervatórium igazgatója. A rendtársakon kívül elsősorban a francia tudóstársaival, Jerome Joseph de Lalande (1732-1807), Joseph Nicolas Delisle (1688-1768) és Alexis Claude Clairaut (1713-1765) folytatott szakmai levelezést. Számottevő levelezést folytatott a stockholmi Peter Pehr Wargentin-nal (1717-1783), a Svéd Királyi Tudományos Akadémia titkárával.
Nemcsak levelezőtársai, hanem neves vendégei is voltak: így Johann Bernoulli (1744-1807), a berlini, Ruggero Giuseppe Boscovich (1711-1787), a milánói és Cesar François Cassiny de Thury (1714-1784), a párizsi csillagvizsgáló igazgatója. Akkoriban a levelezés, a tudósok egyik legfontosabb segédeszköze volt: mások eredményei által saját megfigyeléseik megbízhatóságát is ellenőrizhették. A levelezés a mai csillagászati folyóiratok szerepét is betöltötte. Weiss azok közé a csillagászok közé tartozott, akik csak nagyon ritkán mondtak le mindennapi megfigyelő munkájukról. Ezért is voltak olyan megbízhatók az észlelései.

## Megfigyelések
- A nap- és a holdfogyatkozásokat, az üstökösök mozgását és a csillagfedéseket.
- A Vénusz átvonulást 1761-ben és 1769-ben.

## Írásai
- Észlelései pontosan nyomon követhetők a csillagvizsgáló évenként megjelentetett Observationes astronomicae... in observatorio Collegii Academii Jesu Tyrnaviae in Hungaria habitae című kiadványában.
- Megfigyeléseit a bécsi Terezianum is megjelentette Beyträge zu Verschiedenen Wissenschaften (1775) című évkönyvében.
- 1760-ban könyvet is megjelentetett Astronomiae physicae juxta Newtoni Principia breviarium címmel, a nagyszombati egyetem kiadásában.[3][4]
- Budai megfigyeléseit a Hell-féle bécsi Ephemerisekben és Bode Astronomisches Jahrbuchja jelentette meg.
- A mainzi meteorológiai folyóiratban nyomtatásban is megjelentek észlelései.